# Mercado del Tinglado

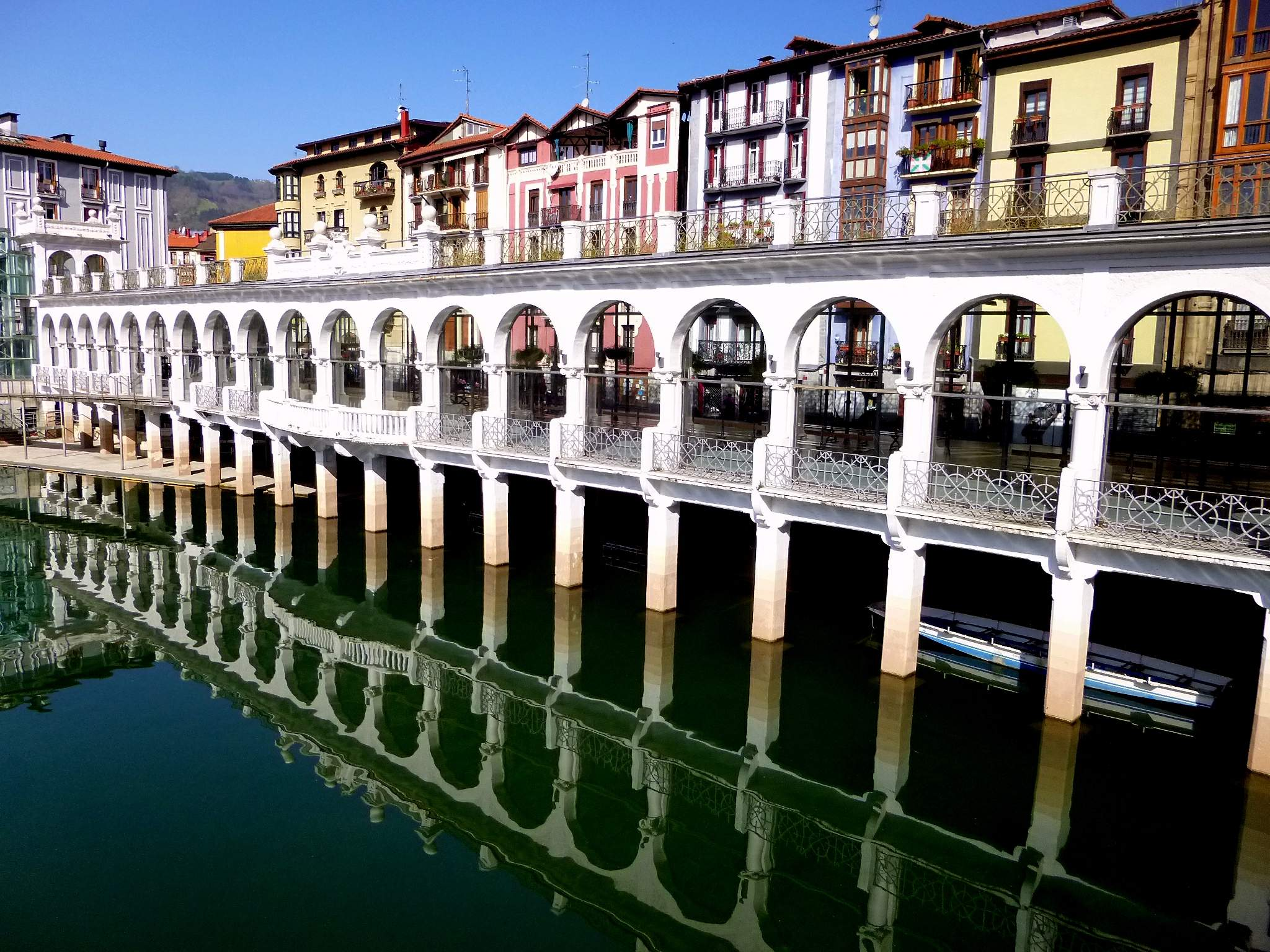
Mercado del Tinglado

El mercado del Tinglado (o Zerkausia) es un recinto arquitectónico situado en el casco antiguo de Tolosa (Guipúzcoa) España. Fue construido entre 1899 y 1900 y proyectado por Juan Alejandro Múgica.
El mercado de Tolosa (Guipúzcoa), que se celebra todos los sábados desde hace siglos, está considerado como uno de los más típicos del País Vasco y ocupa tres escenarios diferentes: 
- en el recinto del Tinglado se venden los productos autóctonos más representativos de la zona
- la Plaza Verdura acoge un mercado de flores y plantas
- en la Plaza Euskal Herria se ponen a la venta productos foráneos y textiles.

En lo que a la estructura se refiere, se trata de una construcción longitudinal abierta por tres de sus lados, paralela al río, con arcos de medio punto. Su apoyo en pilotes sobre el río Oria, le da una visión singular al conjunto que forma con el puente de Navarra. De estructura metálica, tiene tres filas de columnas finas y esbeltas que intercalan bancos corridos, también de hierro, sobre el suelo. En sus extremos dos torres afianzan el recinto y dos barandillas de época rematan las dos alturas.
En el año 2006 fue sometido a una importante remodelación.